# Fiziologija
Fiziologija je jedna od temeljnih medicinskih znanosti koja se bavi proučavanjem funkcija zdravog organizma s naglaskom na mehanizme koji nadziru i reguliraju životne procese, tj. održavaju homeostazu.
Svaki oblik života od monomolekularnog virusa pa sve do najvećeg drveta ili do kompliciranog ljudskog organizma ima vlastite funkcionalne osobine. Stoga se golemo područje fiziologije može podijeliti na fiziologiju virusa, fiziologiju bakterija, fiziologiju stanice, fiziologiju čovjeka i mnoga uža područja. U fiziologiji čovjeka nastojimo potanko razjasniti različite funkcije u ljudskom tijelu, na primjer kemijske reakcije koje se zbivaju u stanicama, prijenos živčanih impulsa s jednog dijela tijela na drugi, kontrakciju mišića, razmnožavanje, te najsitnije pojedinosti pretvaranja svjetlosne energije u kemijsku, što podražuje oko i omogućuje nam da vidimo okolni svijet.
Fiziologiju čovjeka možemo podijeliti na:
1. Fiziologiju stanice
2. Fiziologiju krvnih stanica, imuniteta i grušavanja krvi
3. Fiziologiju srca
4. Fiziologiju cirkulacije: (1) pumpanje krvi koje obavlja srce (2) transport krvi do svih tjelesnih tkiva kroz krvne žile
5. Fiziologiju tjelesnih tekućina i bubrega
6. Fiziologiju respiracije
7. Fiziologiju letenja, putovanja u svemir i ronjenja
8. Fiziologiju živčanog sustava i osjetila  (neurofiziologija)
9. Fiziologiju probavni probavnog trakta
10. Fiziologiju metabolizma i regulacije temperature
11. Fiziologiju endokrinologije i reprodukcije